# 派繆特 (阿拉斯加州)
派繆特（英語：Paimiut）是位於美國阿拉斯加州庫茲瓦克人口普查區的一個非建制地區。該地的面積和人口皆未知。

## 地理
派繆特的座標為61°42′03″N 165°50′19″W / 61.70083°N 165.83861°W，而該地的平均海拔高度為9米（即30英尺）。